# Neorealism (cinema)
Neorealismul (în cinematografie) — italiană Neorealismo — (cunoscut și ca neorealismul italian sau era de aur a cinematografiei italiene) este o mișcare artistică cinematografică națională din Italia, conectată la neorealismul din arte, caracterizată de subiecte legate de clasa cea mai de jos din peninsulă, descriind realistic povestea celor săraci, a celor ce aparțineau clasei muncitoare din orice domeniu al economiei, folosind filmări autentice, realizate în locuri reale, cu minimum de aranjament și de multe ori cu actori neprofesioniști. Filmele curentului neorealist italian descriu adesea condițiile dificile morale și economice din timpul și după cel de-al doilea război mondial, prezentând viața de zi cu zi a oamenilor, sărăcia, injustiția, disperarea și opresiunile de orice natură.

## Istoric
Mișcarea artistică filmică a neorealismului italian este larg acceptată a începe după căderea guvernului fascist al lui Benito Mussolini și întoarcerea armelor de către rezistența italiană împotriva nazismului, la sfârșitul celui de-al doilea război mondial, fapte istorice ce au determinat pierderea centrului artistic de către industria de film italiană. De asemenea, neorealismul a fost semnul istoric clar al schimbărilor sociale și ideologice, precum și a progresului cultural și social din Italia post-fascistă.

### Precursori și influențe
Modul în care neorealismul cinematografic (neorealismul italian) continuă să fie o sursă de discuții printre istoricii filmului. În ciuda influenței semnificative pe care acest curent cinematografic a exercitat-o (și continuă a exercita), există istorici care au argumentat că există filme italiene, dar și alte opere literare sau filme din alte cinematografii, care au precedat mișcarea cu ani buni înaintea recunoașterii sale ca atare. Astfel, precursori recunoscuți și demn de menționat sunt:
- Verismul, mișcare artistică literară din Italia, caracterizată de lucrările literare ale autorilor Giovanni Verga și Luigi Capuana;
- Realism poetic, curent literar;
- Sperduti nel buio (Pierduți în întuneric), film dramatic mut, realizat de Nino Martoglio, 1914;
- Gli uomini, che mascalzoni ... ! (Bărbații, ce canalii ... !), realizat de Mario Camerini, 1932, primul film italian realizat integral la „fața locului”[1]
- 1860, regizor Alessandro Blasetti, 1934;
- Tôkyô no yado (Un han în Tokyo), regizor Yasujirō Ozu, 1935;
- Toni, regizor Jean Renoir, 1935;
- La nave bianca Vasul alb, regia Roberto Rossellini, 1941;
- Aniki-Bóbó, regizor Manoel de Oliveira, 1942;
- Emberek a havason (Oamenii din munți), regizor István Szőts 1942;
- 4 passi fra le nuvole , regizor Alessandro Blasetti, 1942 și
- Gente del Po (Oameni din valea lui Po), scurt metraj filmat în 1943, dar lansat în 1947, regia Michelangelo Antonioni.

## Regizori importanți din Neorealism
Printre reprezentanți de frunte ai neorealismului cinematografic se pot menționa: 
- Roberto Rossellini
- Vittorio De Sica
- Cesare Zavattini
- Luchino Visconti
- Giuseppe De Santis
- Suso Cecchi d'Amico
- Federico Fellini

## Filme importante din Neorealism
- 1945 Roma, oraș deschis (Roma, città aperta), regia Roberto Rossellini
- 1947 Vânătoare tragică (Caccia tragica), regia Giuseppe De Santis
- 1948 Pământul se cutremură (La terra trema), regia Luchino Visconti
- 1949 Orez amar (Riso amaro), regia Giuseppe De Santis
- 1950 Suflete zbuciumate (Il cammino della speranza), regia Pietro Germi
- 1950 Nu-i pace sub măslini (Non c'è pace tra gli ulivi), regia Giuseppe De Santis
- 1952 Roma, orele 11 (Roma ore 11), regia Giuseppe De Santis
- 1953 Anna Zaccheo (Un marito per Anna Zaccheo), regia Giuseppe De Santis
- 1954 Zile de dragoste (Giorni d'amore), regia Giuseppe De Santis
- 1956 Acoperișul (Il tetto), regia Vittorio De Sica
- 1957 Oameni și lupi (Uomini e lupi), regia Giuseppe De Santis